# Arleta
Arleta je ženské křestní jméno normanského původu, které se používá převážně ve Francii a z francouzštiny se také dostalo do češtiny. Jedná se o normanskou zdrobnělinu jmen začínajících na "arn", což znamená orel. Podle českého kalendáře má svátek 17. července.

## Arleta v jiných jazycích
- Německy, francouzsky: Arlette
- Polsky: Arleta

## Známé nositelky jména
- Arlette Laguiller – francouzská politička
- Arlette z Falaise – matka Viléma Dobyvatele